# Bernard Tekpetey
Bernard Tekpetey, född 3 september 1997, är en ghanansk fotbollsspelare som spelar för bulgariska Ludogorets Razgrad.

## Klubbkarriär

### UniStar Soccer Academy
Tekpetey spelade mellan 2021 och 2016 för UniStar Soccer Academy i Ghana. Efter en rekommendation av den tidigare fotbollsspelaren Gerald Asamoah, som upptäckte Tekpetey i Ghana i slutet av 2015, blev han inbjuden till en provträning i Schalke 04:s ungdomsakademi av chefstränaren Oliver Ruhnert.

### Schalke 04
Tekpetey blev därefter klar för Schalke 04 och var mellan februari och juli 2016 en del av reservlagets trupp som spelade i Regionalliga West under säsongen 2015/2016. Han debuterade den 12 februari 2016 i en 2–2-match mot Borussia Mönchengladbachs reservlag. Åtta dagar senare gjorde Tekpetey sina två första mål för klubben i en 4–2-förlust mot Rot-Weiß Oberhausen. Han gjorde totalt fyra mål och en assist på 16 matcher under den andra halvan av säsongen 2015/2016.
Inför säsongen 2016/2017 blev Tekpetey uppflyttad i A-laget av tränaren Markus Weinzierl. Detta efter en regeländring av Fußball- und Leichtathletik-Verband Westfalen (FLVW) som förbjöd användandet av icke europeiska spelare i Regionalliga. I juli 2016 gjorde han två mål i en träningsmatch mot DSC Wanne-Eickel som slutade med en 13–0-vinst för Schalke 04. Under ett träningsläger i Mittersill i Österrike gjorde Tekpetey det avgörande 2–1-målet i en vinst över italienska Bologna. Han råkade därefter ut för en hälseseskada under träningslägret.
Tekpetey tävlingsdebuterade för Schalke 04 den 24 november 2016 i en gruppspelsmatch mot franska OGC Nice i Europa League. Schalke vann matchen med 2–0, men Tekpetey blev utvisad på övertid efter att ha fått två gula kort. Den 17 december 2016 gjorde Tekpetey sin Bundesliga-debut i en 1–1-match mot SC Freiburg, där han blev inbytt i den 87:e minuten mot Max Meyer.

### SCR Altach
I augusti 2017 lånades Tekpetey ut till österrikiska SCR Altach. Den 16 september 2017 gjorde han sitt första mål i en 2–2-match mot Rapid Wien. I januari 2018 avslutades lånet och Tekpetey återvände till Schalke 04.

### SC Paderborn 07
Den 25 juli 2018 värvades Tekpetey av 2. Bundesliga-klubben SC Paderborn 07, där han skrev på ett treårskontrakt. Schalke 04 skrev även in en återköpsklausul i avtalet. Tekpetey etablerade sig som ordinarie spelare under tränaren Steffen Baumgart och spelade 32 ligamatcher (23 från start) samt gjorde 10 mål under säsongen 2018/2019. Klubben blev under säsongen även uppflyttade till Bundesliga.

### Düsseldorf och Razgrad
Den 25 maj 2019 värvades Tekpetey tillbaka till Schalke 04 genom återköpsklausulen. I juli 2019 lånades han ut till Fortuna Düsseldorf på ett tvåårigt låneavtal och som en del av övergången gick Benito Raman i motsatt riktning till Schalke 04. Tekpetey spelade åtta Bundesliga-matcher (fyra från start) under huvudtränaren Friedhelm Funkel. Efter att Uwe Rösler tagit över laget i slutet av januari, spelade han endast ytterligare en match. I slutet av säsongen blev Fortuna Düsseldorf nedflyttade till 2. Bundesliga.
Under sommaruppehållet 2020 uppgav Tekpetey offentligt att han inte längre tänkte spela med Rösler som tränare. I juli 2020 avslutades därför Tekpeteys låneavtal i förtid och han återvände till Schalke 04. Tekpetey lånades därefter ut till bulgariska Ludogorets Razgrad på ett tvåårigt låneavtal. Han spelade 25 ligamatcher samt gjorde två mål under säsongen 2020/2021 och hjälpte klubben att bli ligamästare.
Den 29 juni 2021 blev Tekpetey klar för en permanent övergång till Ludogorets Razgrad.

## Landslagskarriär
I december 2016 blev Tekpetey för första gången uttagen i Ghanas prelimära trupp inför Afrikanska mästerskapet 2017 i Gabon. Den 5 januari 2017 presenterades det att Tekpetey och lagkamraten Abdul Rahman Baba blivit uttagna i Ghanas slutgiltiga trupp av förbundskaptenen Avram Grant. Tekpetey debuterade den 25 januari 2017 i en 1–0-förlust mot Egypten, där han blev inbytt i den 72:a minuten mot Samuel Tetteh. Den 4 februari 2017 gjorde Tekpetey sin första startmatch i bronsmatchen mot Burkina Faso som Ghana förlorade med 1–0.

## Meriter
Ludogorets Razgrad
- Parva liga: 2020/2021